# Relaciones Chile-Comoras
Las relaciones Chile-Comoras son las relaciones internacionales entre Chile y Comoras.

## Relaciones diplomáticas
Chile y Comoras no han establecido nunca relaciones diplomáticas de manera oficial.

## Misiones diplomáticas
- Chile no tiene embajada en Comoras.[2]
- Comoras no tiene embajada en Chile.[2]